# Acid Bath
Gli Acid Bath sono un gruppo musicale statunitense originario della Louisiana, formatosi nel 1991 e scioltosi nel 1997, dopo la morte, a causa di un incidente stradale, del bassista Audie Pitre. Il gruppo è tornato in attività nel 2024.
Gli Acid Bath crearono il proprio sound distintivo combinando le radici doom metal con influenze hardcore punk, death metal, rock gotico e blues. Il chitarrista Sammy Duet descrisse il loro sound come «gothic hardcore».

## Storia del gruppo
Appena formati, gli Acid Bath pubblicarono vari demo, ovvero Golgotha nel 1991, Acid Bath Live nel 1992 e Hymns of the Needle Freak nel 1993.
Nel 1994 gli Acid Bath pubblicarono il loro primo e più rinomato album, intitolato When the Kite String Pops. Ad esso seguì, nel 1996, il disco Paegan Terrorism Tactics che assicurò al gruppo, grazie al buon numero di vendite e sonorità più melodiche, un tour con i Brutal Truth, i Pungent Stench e i DRI.
Dopo queste due pubblicazioni la band si sciolse nel 1997 in seguito alla morte del bassista del gruppo, Audie Pitre, e della sua famiglia in un incidente stradale. In seguito Dax Riggs e Mike Sanchez formarono gli Agents of Oblivion.
Il 15 ottobre 2024 Sammy Duet ha annunciato, sul social network Instagram, il ritorno degli Acid Bath in occasione del festival Sick New World, il 12 aprile 2025.

## Stile musicale
Nonostante la loro breve carriera, gli Acid Bath hanno guadagnato col passare degli anni una discreta fama, ottenuta grazie al loro stile unico. La loro unione di influenze doom, Hardcore punk, gothic rock e death metal fatte confluire in violente sonorità sludge sono rese ancora più uniche dal canto baritonale di Dax Riggs, autore dei testi del gruppo, incentrati su visioni psichedeliche e storie orrorifiche, intrisi da un'inquietante e oscura vena poetica.

## Formazione
Formazione attuale
- Dax Riggs – voce (1991-1997, 2024-presente)
- Mike Sanchez – chitarra (1991-1997, 2024-presente)
- Sammy "Pierre" Duet – chitarra (1991-1997, 2024-presente)

Ex componenti
- Audie Pitre – basso (1991-1997)
- Jimmy Kyle – batteria (1991-1997)
- Joseph Fontenot – basso (1997)
- Tomas Viator – batteria (1996-1997)

Turnisti
- Alex Bergeron – basso (2024-presente)
- Zack Simmons – batteria (2024-presente)
- Jeromy Boullion – chitarra (1997)

## Discografia
Album in studio
- 1994 – When the Kite String Pops
- 1996 – Paegan Terrorism Tactics

Demo
- 1991 – Golgotha
- 1992 – Acid Bath Live
- 1993 – Hymns of the Needle Freak

Raccolte
- 1994 – Radio Edits 1
- 1994 – Radio Edits 2
- 2005 – Demos: 1993 - 1996